# Fremri-Grímsstaðanúpur
Fremri-Grímsstaðanúpur är ett berg i republiken Island. Det ligger i regionen Austurland, 300 km nordost om huvudstaden Reykjavík. Toppen på Fremri-Grímsstaðanúpur är 881 meter över havet, eller 425 meter över den omgivande terrängen. Bredden vid basen är 5,6 km.
Trakten runt Fremri-Grímsstaðanúpur är nära nog obefolkad, med mindre än två invånare per kvadratkilometer. Det finns inga samhällen i närheten. Trakten runt Fremri-Grímsstaðanúpur är ofruktbar med lite eller ingen växtlighet.